# جيوفري بانستر
جيوفري بانستر (بالإنجليزية: Geoffrey Bannister)‏ هو جغرافي بريطاني، ولد في 1946 في مانشستر في المملكة المتحدة.